# Walter Cross Buchanan
Walter Cross Buchanan (San Luis de la Paz, Guanajuato; 29 de abril de 1906-San Luis de la Paz, 27 de septiembre de 1977) fue un ingeniero y funcionario mexicano.

## Trayectoria y estudios
Hizo sus estudios en ingeniería en la Escuela Práctica de Ingeniería Mecánica y Eléctrica (EPIME), escuela que el 21 de mayo de 1932 se convirtió en la ESIME, del Instituto Politécnico Nacional.
Pionero de distintos campos de la tecnología en México como la radiodifusión, la defensa nacional el establecimiento del estudio de distintas ingenierías como la mecánica y la eléctrica, la electrónica así como la cohetería espacial. 
Como servidor público, fue secretario de Comunicaciones y Obras Públicas de 1958 a 1964, y presidió la Comisión Nacional del Espacio Exterior.[cita requerida]